# Polycera manzanilloensis
Polycera manzanilloensis is een slakkensoort uit de familie van de Polyceridae. De wetenschappelijke naam van de soort is voor het eerst geldig gepubliceerd in 1999 door Ortea, Espinosa & Camacho.